# Diagnóza (medicína)

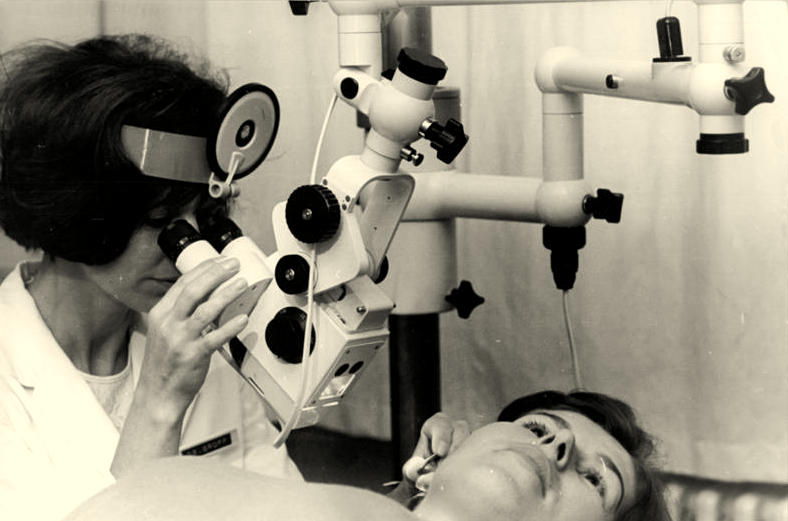
Vyšetření pacienta

Diagnóza (z řec. διαγνώσις dia-gnósis, rozpoznání, rozlišení, vyšetření) znamená v lékařství postup, jehož výsledkem je pojmenování nemoci pacienta. Správná diagnóza umožňuje dobře zvolit vhodnou terapii, tato diagnóza však nemusí být úplná. Je však eticky nepřípustné zatěžovat pacienta dalšími vyšetřeními pro zpřesnění diagnózy tam, kde je zřejmé, že to již nijak neovlivní ani terapii ani informace o prognóze nemocného. Zbytečná diagnóza může dokonce pacienta spíše poškozovat.

## Stanovení diagnózy

### Anamnéza
Anamnéza, neboli předchorobí, je základním diagnostickým nástrojem prakticky ve všech oborech, ve kterých se lékař setkává s nemocným. Hlavní význam hraje anamnéza ve vnitřním lékařství, kde je obvykle prováděna poměrně podrobně a do velkých detailů. V případě, že hrozí nebezpečí z prodlení, např. v traumatologii, se anamnéza omezuje na nezbytné minimum. V případě, že není anamnézu možné odebrat přímo od nemocného, používá se nepřímá anamnéza odebraná např. od doprovodu. Nepřímou anamnézu odebírají především pediatři a veterináři.
Podle charakteru nemocných představuje dobře odebraná anamnéza polovinu až tři čtvrtiny informací potřebných pro dobrou diagnózu. V to se ale obvykle počítá i to, že dobrý lékař při hodnocení anamnézy nejen sleduje text, ale pozoruje a hodnotí i způsob, jakým se pacient vyjadřuje a jak vypadá.

### Fyzikální vyšetření

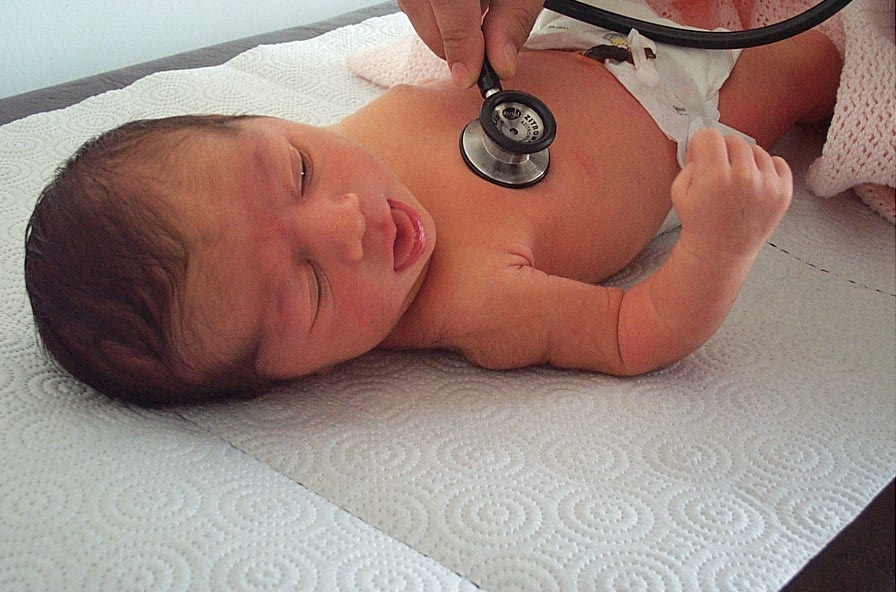
Poslech (auskultace) novorozence

Po odebrání anamnézy následuje vyšetření pacienta bez přístrojů nebo jen s minimálním vybavením. Při vyšetřování se používá postup "čtyř P" – tedy hodnocení pohledem, poslechem, poklepem a pohmatem. Nově se přidává "páté P", vyšetření per rectum.
Obvyklou pomůckou při fyzikálním vyšetření je fonendoskop a špátle (dřevěná nebo plastová lžička na stlačení jazyka). Podle své specializace a zvyklostí může vyšetřující lékař obvykle používat např. baterku, Hoffmannovo zrcátko nebo čelní lampu, neurologické kladívko a lupu.
Součástí fyzikálního vyšetření je i stanovení výšky a váhy nemocného a výpočet BMI. Nezbytné je i měření krevního tlaku.

### Pomocná vyšetření
V případě, že lékař se s pomocí anamnézy a fyzikálního vyšetření nedostane k dostatečně přesné diagnóze, doporučuje nemocnému podstoupit celou řadu dalších obvykle přístrojových vyšetření, někdy shrnovaných pod název pomocná nebo také komplementární vyšetření. Může jít o celkem snadná vyšetření, např. stanovení cukru v moči, ale může se jednat i o komplikovaná vyšetření.

#### Laboratorní vyšetření

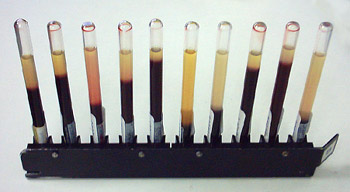
Klasické vyšetření sedimentace

Vzorky biologického materiálu od pacienta lze dále studovat v laboratoři a hledat chorobné změny. Vyšetřuje se především krev, moč, stolice a vzorky tkání, ve speciálních případech se vyšetřuje např. i kostní dřeň, mozkomíšní mok, sputum nebo pot.
- klinická biochemie zajišťuje stanovení koncentrace určitých látek (např. iontů, glukózy nebo hormonů) v biologickém materiálu, obvykle v krvi nebo moči
- klinická mikrobiologie pátrá po přítomnosti mikroorganizmů v materiálu, obvykle v krvi, moči, stolici a sputu. Hodnotit lze i citlivost k lékům.
- hematologie zajišťuje hodnocení parametrů krvetvorby a krevní srážlivosti z krve a z kostní dřeně
- imunologie zajišťuje stanovení parametrů imunitního systému, obvykle z krve
- sérologie zajišťuje stanovení specifických protilátek v krvi
- patologická anatomie zajišťuje hodnocení vzorků tkání
- cytologie zajišťuje hodnocení buněk nepocházejících z krve přítomných v biologických tekutinách a ve stěrech ze sliznic
- molekulární biologie se uplatňuje především v diagnostice dědičných chorob

#### Zobrazovací metody

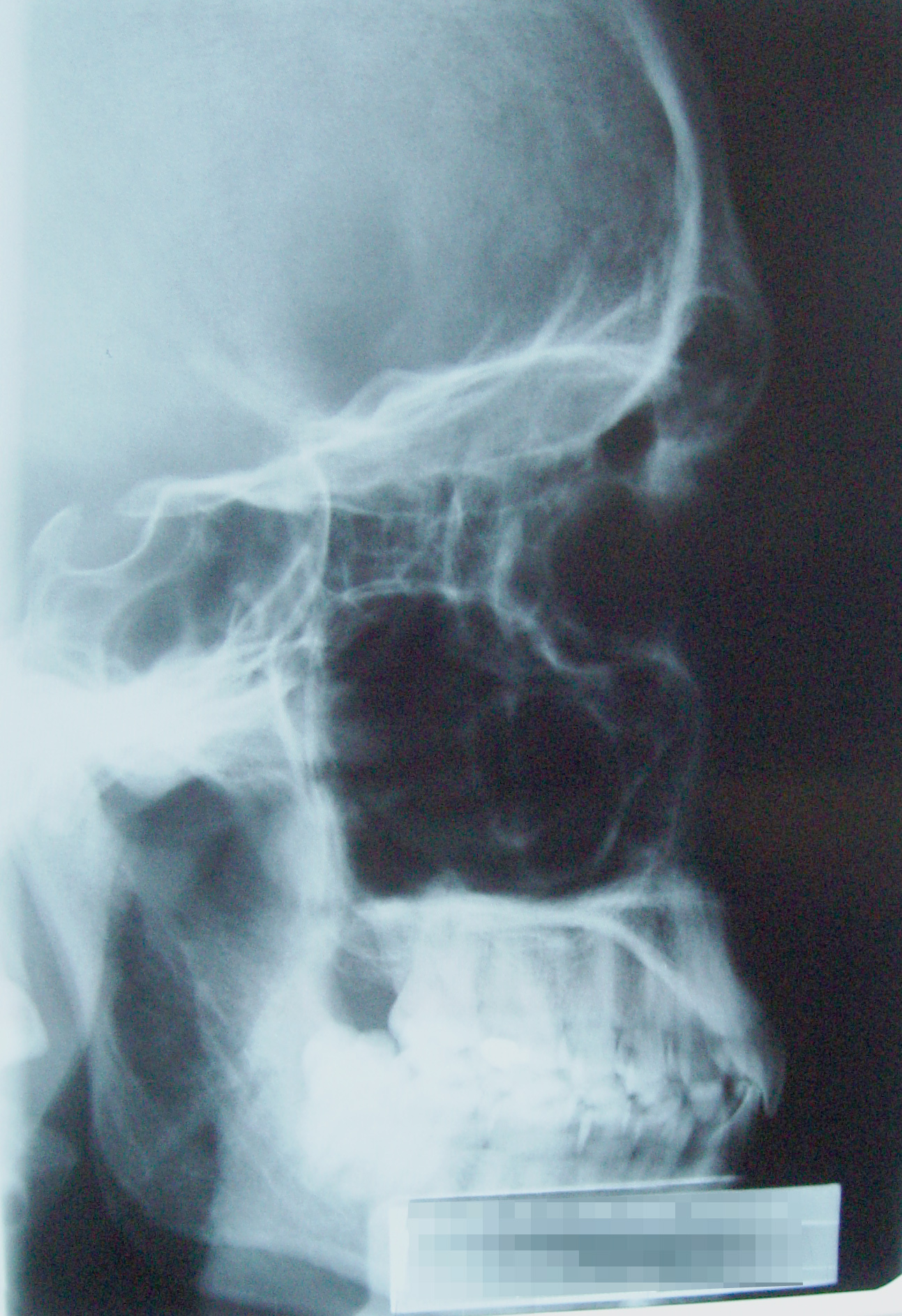
Rentgenový snímek zacílený na vedlejší nosní dutiny

Zobrazovací metody (angl. medical imaging) představují celou škálu metod umožňujících získat pohled do těla nemocného. Patří sem především:
- radiodiagnostika – zejm. skiagrafie, CT a MR
- lékařská ultrasonografie
- nukleární medicína – zejm. scintigrafie, ale i např. pozitronová emisní tomografie nebo PET/CT
- diagnostická endoskopie

#### Elektrofyziologické metody
Elektrofyziologické metody využívají studia změn elektrického pole v okolí vzrušivých tkání. Používá se především:
- EKG – elektrokardiografie, hodnotí činnost srdce
- EEG – elektroencefalografie, hodnotí činnost mozku
- EMG – elektromyografie, hodnotí elektrickou činnost svalů
- ENG – elektroneurografie, hodnotí činnost nervů
- Elektrookulografie – hodnotí činnost okohybných svalů
- Elektrokochleografie – hodnotí činnost vnitřního ucha

#### Další metody
Ke stanovení některých parametrů se používají i některé další metody, např.:
- spirometrie se používá k hodnocení funkce dýchací soustavy
- zátěžové vyšetření slouží k hodnocení reakce oběhového a dýchacího systému na zátěž
- posturografie slouží k hodnocení funkce rovnovážného ústrojí
- audiometrie slouží k vyšetření sluchu
- provokační testy – slouží ke sledování reakce organizmu na alergen

### Vyšetření specialistou
V případě nejasností, zda vyšetřovaný nemá chorobu spadající mimo odbornost lékaře, nebo v případě, že je postižen i systém spadající do kompetence jiného specialisty a je třeba posoudit míru poškození, může být součástí diagnostického procesu i vyšetření specialistou.
V některých případech zahrnuje vyšetření specialistou i použití vyšetřovacích přístrojů. Například při vyšetření očí oftalmologem se očekává použití základních přístrojů (např. optotyp, oftalmoskop štěrbinová lapma).
Mezi vyšetření specialistou patří i zhodnocení pacienta kompetentním nelékařem. Např. v psychiatrii je mnohdy požadováno vyšetření klinickým psychologem pro určení osobnostních charakteristik nemocného.

### Terapeutický pokus
Terapeutický pokus je takový způsob diagnostiky, kdy lékař již po základním vyšetření předpokládá, že jde o jistou konkrétní chorobu. Jeho hlavními argumenty jsou především běžnost takového stavu, nehrozící nebezpečí z prodlení a dostupný snadný a nerizikový terapeutický postup předpokládaného stavu. Jako potvrzení správnosti úvahy slouží zlepšení stavu nemocného po nasazené terapii.
Variantou terapeutického pokusu je empirická terapie antibiotiky, kdy se po zjištění infekce podává antibiotikum na základě epidemiologických údajů bez dlouhého čekání na ověření původce infekce nebo dokonce až na ověření jeho citlivosti na zvolenou terapii.

## Diferenciální diagnostika
Diferenciální diagnostikou (diferenciálně diagnostickou rozvahou) se nazývá postup, kterým se lékař rozhoduje, do které nosologické jednotky (choroby) jím zjištěný klinický obraz spadá. Při hodnocení se nepoužívá jen profil příznaků a jejich vývoj u nemocného, velkou roli hraje i epidemiologické hledisko. Prakticky jde o triviální fakt, že častěji budou k lékaři chodit pacienti s běžně se vyskytující chorobou, než pacienti se vzácnými chorobami. Tento postup na jedné straně šetří téměř všechny před zbytečnými vyšetřeními, na druhé straně však může vést k nesprávné diagnostice v případě vzácných chorob.
Diferenciálně diagnostická rozvaha začíná stanovením pracovní diagnózy, tedy nejpravděpodobnější choroby, kterou pacient trpí. Jako diferenciální diagnózy se potom označují všechny další choroby, které by mohly odpovídat stavu nemocného. Lékař posuzuje, zda má již dostatečně spolehlivé důkazy pro potvrzení pracovní diagnózy, nebo zda je pracovní diagnóza nejistá. Obvykle se lékař snaží indikovat takové vyšetření, které by vyvrátilo některou diferenciální diagnózu.

### Diagnóza per exclusionem
Diagnóza per exclusionem je zvláštní forma diagnózy, kdy pro konkrétní diagnózu nejsou žádné přímo nepotvrzující údaje, ale byly vyloučeny všechny ostatní diferenciální diagnózy. Per exclusionem se obvykle diagnostikují vzácné choroby nebo choroby, u kterých není známá příčina a specifický test (obvykle se v označení takové choroby používá přídavné jméno idiopatický nebo primární).